# Sista supen

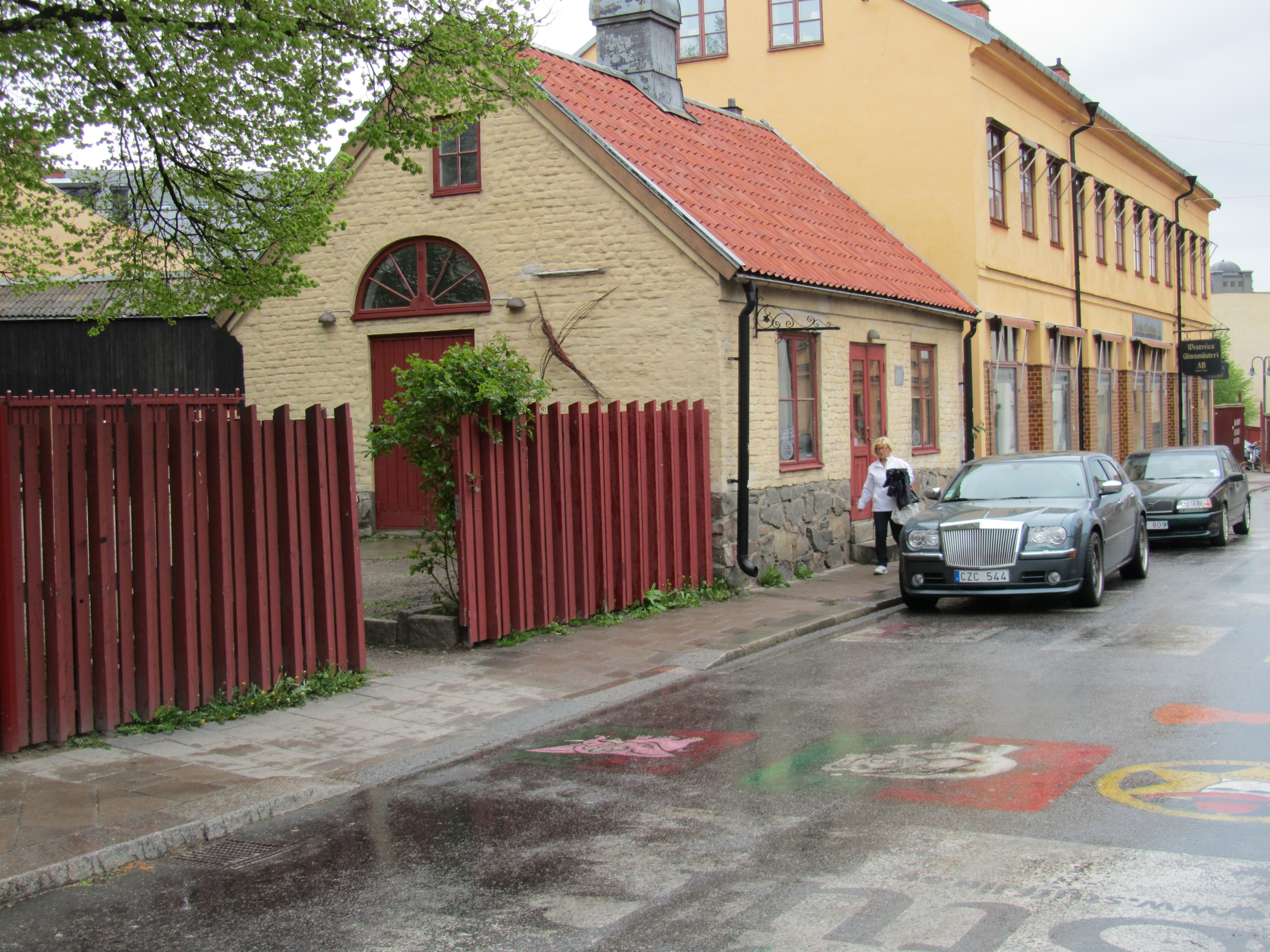
Sista supen

Sista supen är en byggnad vid Västgötegatan i Norrköping, uppförd omkring 1760.
Huset var ursprungligen laboratorium åt apoteket Östgöta Lejon som låg på det som idag är innergård. Enligt legenden ska här dödsdömda ha bjudits på en sista sup på sin väg till galgbacken, därav namnet.
Låten "Sista supen" av Norrköpingsgruppen 23 Till handlar om denna lokal. 